# Japán csin
A japán csin (japán: 狆, csin), vagy más néven japán spániel, a japán nemesség életében betöltött fontos szerepéről ismert. Az évszázadokon keresztül nemesített kutyafajtát ölebként és társasági kutyaként tartották.

## Történet

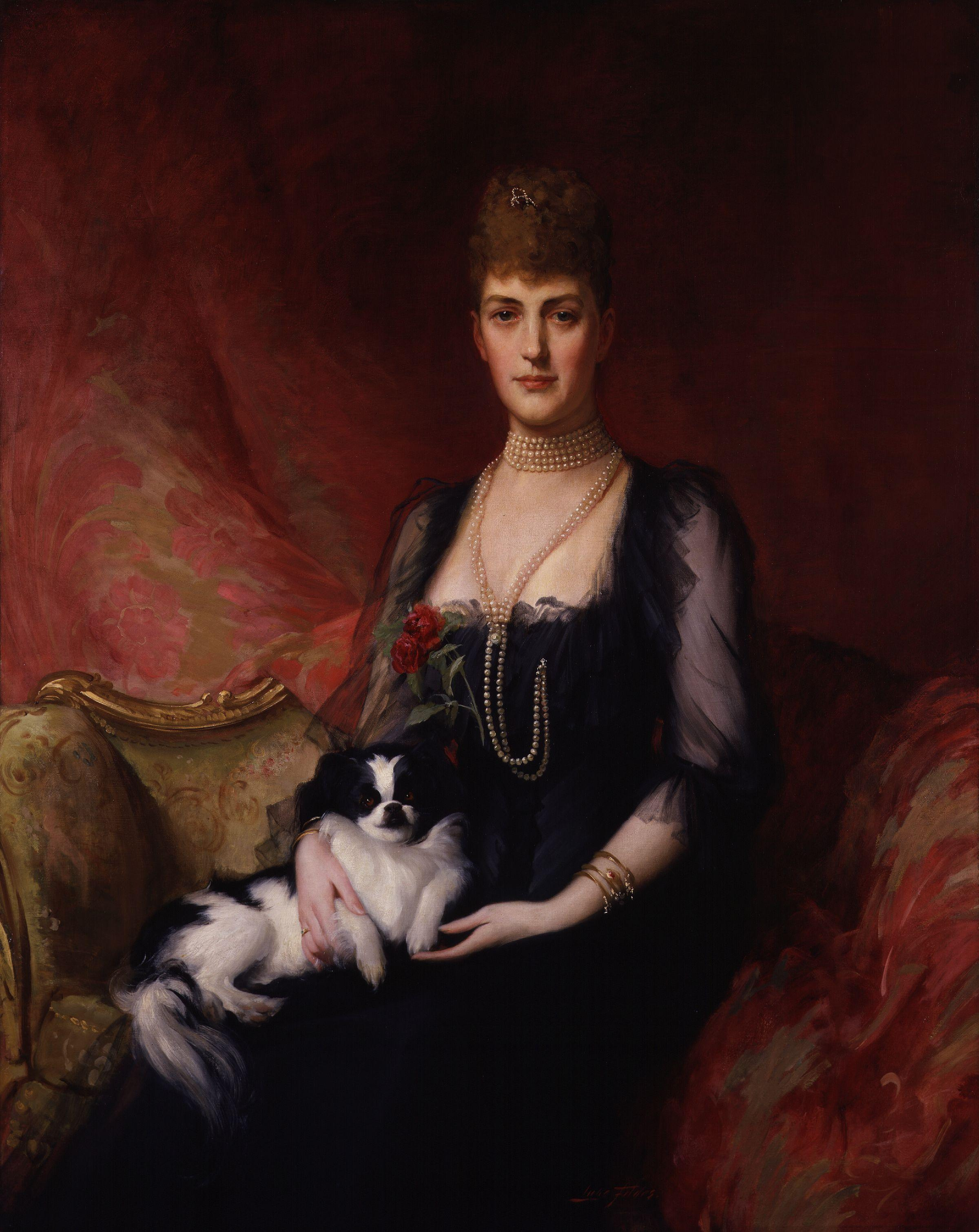
Dániai Alexandra brit királyné Puncs nevű kutyájával, 1893.

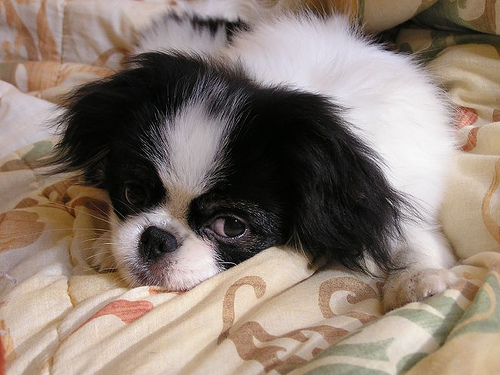
6 hónapos japán csin

Míg sokan azt hiszik, hogy a csin kutya fajta eredetileg Kínából származik, a „származási útvonala” valójában széles körben vitatott. Van olyan történet, amely szerint ezeket a kutyákat a koreai uralkodó ajándékozta a japán császárnak i. sz. 732-ben. Mások úgy tartják, hogy a japán császárnő kapta szintén ajándékként a 6. század eleje- közepe táján. Egyéb források szerint a csin először i. sz. 1000 körül érkezett Japánba. A szigetországban általában a kutyákat, mint munka- vagy segítő állatként tartják. A japán csin kivétel ez alól, hiszen őt kizárólag társként vették magukhoz gazdáik. Határozott megjelenése és személyisége végül rabul ejtette a japán uralkodók szívét, melynek eredményeképpen tartására teljes mértékben a király és nemesi családok tagjaira korlátozódott. Minden nemesi család kitenyésztette a saját standardját, így a csinnek sok változata létezik, beleértve a méretet, a szőrzet stílusát, a szemállást, a személyiséget és a kiállást is. A nyugati kultúra számára először egy 4,5 kg körüli súlyú japán csin vált kívánatossá, mely később a világ számos kennel klubja számára vált standard súllyá. Ludwig von Schulmuth professzor a fajta eredetét egy i.e. 8000 körüli emberi település ásatásai során talált csontváz alapján tanulmányozta. A professzor elkészítette a tibeti kutyák géntérképét, mely azt mutatja, hogy a „Góbi sivatag konyhai szemetén élő kutyája” egy dög- és mindenevő állat volt, mely a „kis puhaszőrű cseppfülű vadászkutyától” származott. Innen származik a tibeti spániel, pekingi palotakutya és a japán csin is. Egy másik ág is a „konyhai szemétdombi kutyából” származtatható, ez a papillon és a csivava, ugyanígy a mopszot és a si-cut is ebbe a körbe sorolják. Ugyanakkor több dokumentum is említést tesz arról, hogy portugál tengerészek hozták be e fajtát Európába a 17. században, hogy megismertessék Bragança Katalin angol királynéval, II. Károly király feleségével. Több hitelt érdemlő bizonyíték is fellelhető, mely arról tanúskodik, hogy az első japán csint a japán császár adta ajándékba egy amerikai tengerésztisztnek, Matthew Calbraith Perrynek, amikor Perry 1853-ban azzal a céllal érkezett Keletre, hogy kaput nyisson a kereskedelem számára. Perry összesen hét japán csint kapott, de csak kettő élte túl az Amerikába vezető hajóutat. Az még vita tárgyát képezi, hogy Japánból visszatérve Perry Franklin Piercenek, az USA elnökének vagy James Stirling Rearnek a Királyi Tengerészet admirálisának adta-e őket, hogy elvigye őket Viktória királynőnek vagy saját lányának, Carolie Slidell Perrynek.

## Leírás

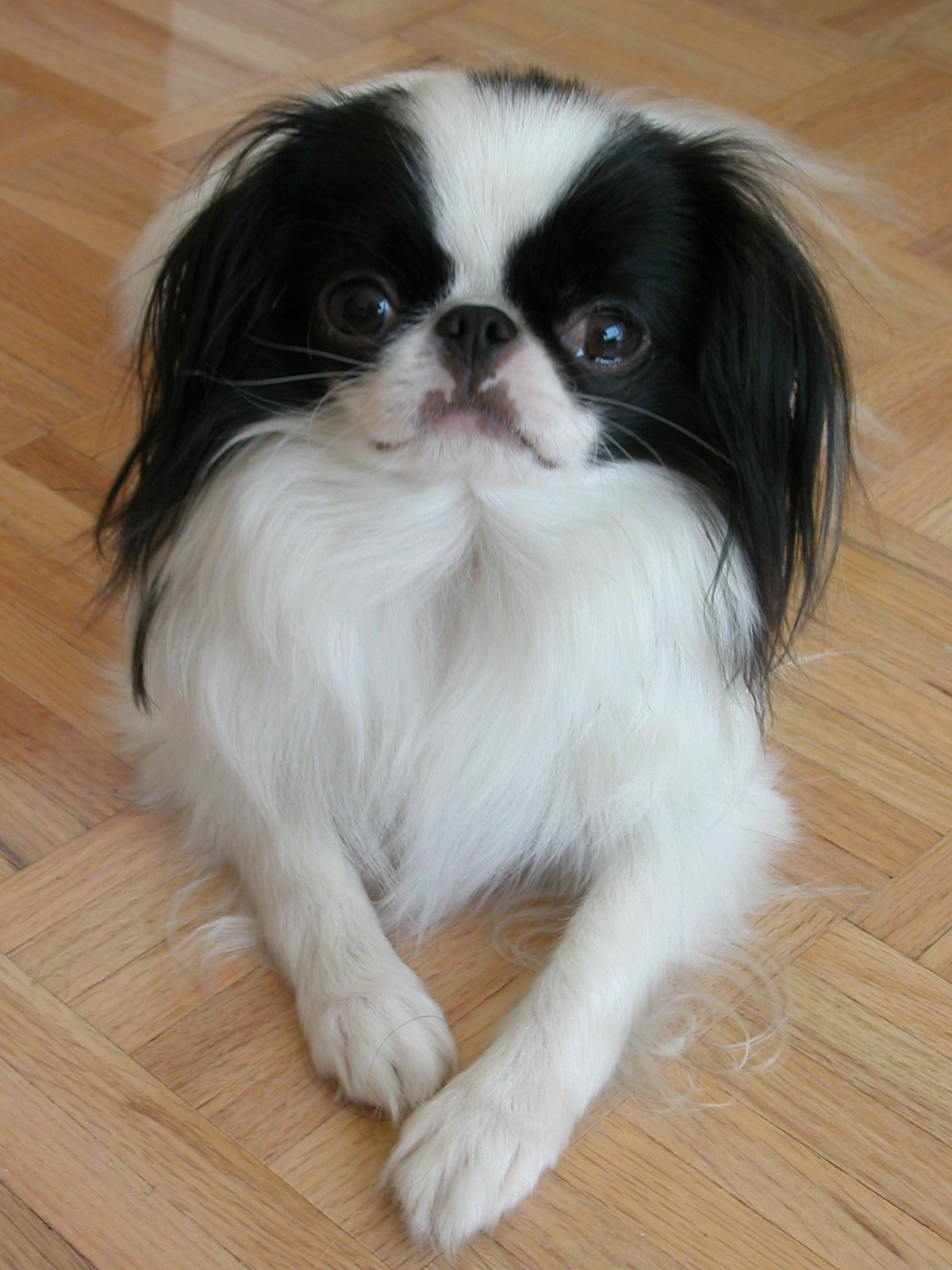
A japán csin a japán uralkodók háziállata volt

### Megjelenés
A japán csin standardja körülbelül 20–27 cm marmagasságú. A súly 1,4 kg és 6,8 kg között mozoghat. Míg az átlag súly 3,2 – 4,1 kg. Az Amerikai Kennel Klub és a Nemzetközi Kinológiai Szövetség (Fédération Cynologique Internationale) nem ad meg súlybeli kritériumokat a csin tekintetében a kisebb súlyú kutyák iránti érdeklődés miatt. Széles fejszerkezete, nagy, tágra nyílt szemei, rövid, nyomott pofája, tollszerű fülszőrzete és szabályos pofa mintázata jellegzetes kifejezést kölcsönöz a japán csinnek.

#### Színváltozatok és bundázat

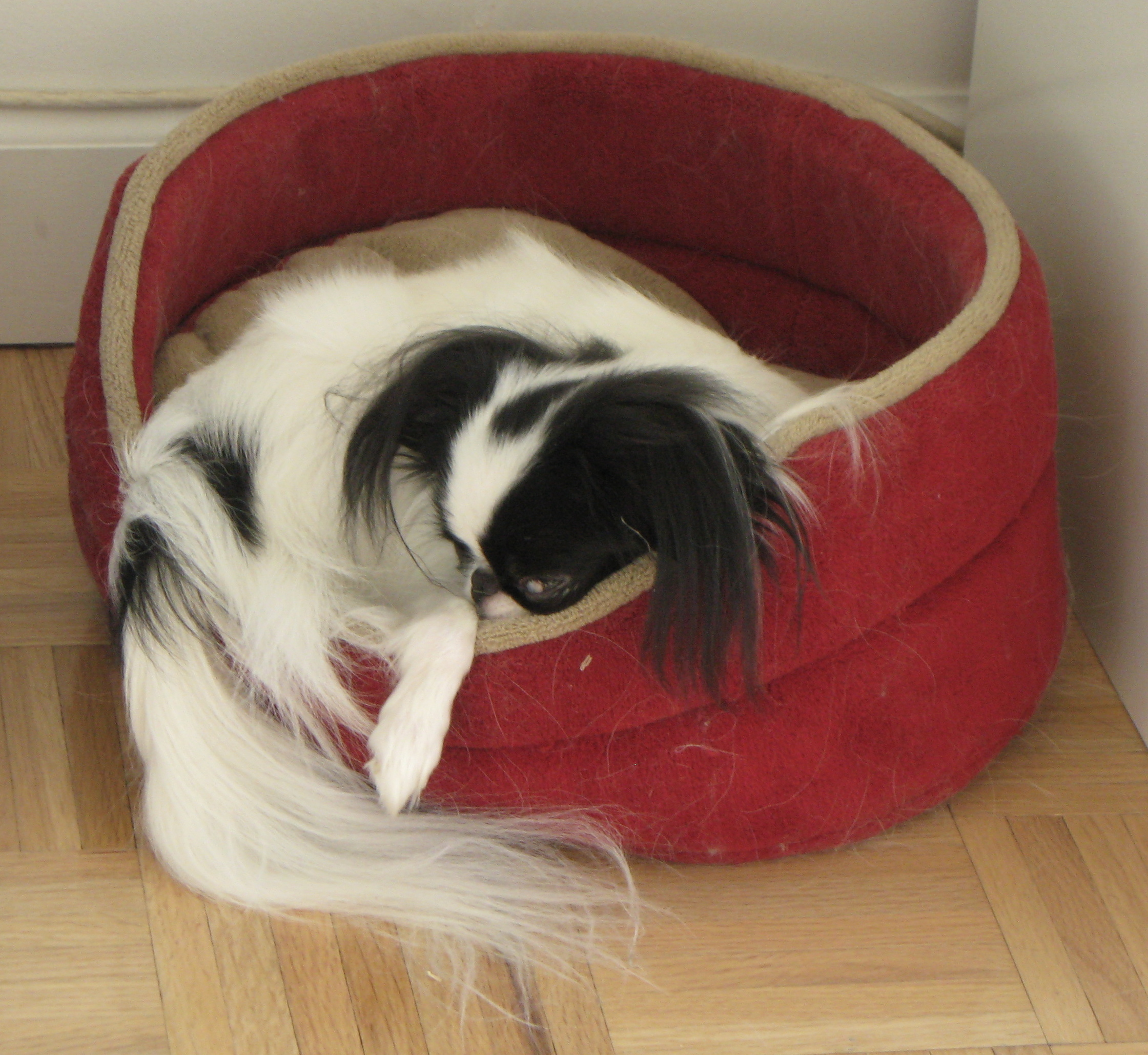
A japán csin macskaszerű megjelenésében és viselkedésében is

A japán csinek nagyon macskaszerűek kinézetük és jellemvonásaik tekintetében. A legtöbb kutya kétfajta szőrzettel rendelkezik, felső és alsó szőrréteggel. A csineknek ezzel szemben csak a felső szőrrétege van. Egy kifejlett példány szőrzetének teljes kifejlődéséhez több mint két évre van szükség. Ez lehet fekete-fehér illetve fekete-fehér barnás pöttyökkel, illetve vörös és fehér. Ezek a színek erősen változók, lehet fehér és citromsárgás, mahagóni és fehér. 2011. november 11-e óta a szín nem szerepel a fajta standard előírásai között.

### Vérmérséklet
Viselkedését tekintve ezt a fajtát tartják a legmacskaszerűbb kutyának: éber, intelligens, független, és a tappancsát használja pofája tisztítására. Más macskaszerű jellegzetességei közé tartozik, hogy szeret magas helyeken pihenni, jó az egyensúlyérzéke, és hogy nem várt helyeken bújnak meg. A japán csin lojális gazdájához, és kimondottan barátságos fajta. Míg a legjobban az ismert környezetet kedveli, jól alkalmazkodik az új körülményekhez is. Ez a jellemzője a barátságos jellemmel kiegészülve jó terápiás kutyává teszi. A csin kölykök korai szocializációja azt eredményezte, hogy lelkileg sokkal kiegyensúlyozottabbak, sokkal könnyebben fogadják el az új helyzeteket és embereket.
A japán csinek védelmező állatok, épp ezért általában nyugodtak, csak az új érkező jelenlétét jelzik ugatással, figyelemfelkeltésre. A fentieken kívül tulajdonosuk szórakoztatására is szolgáltak, közismertek trükkök bemutatásairól, mint például a csin-pörgés (Chin Spin), mely során gyors köröket írnak le maguk körül, hátsó végtagjaikon táncolnak, míg mellső végtagjaikkal pitiznek, illetve összeütik őket a levegőben. Némelyikük még „énekel” is, olyan hangot ad ki, mely az egészen mély trillázástól a sajátságosan magas szoprán hangkiadásig terjedhet.

## Egészség
Általános egészségügyi problémái közé sorolható a könyék ízületi problémái, a szem hályogosodása és a korán kialakuló szívritmus zavar. A csin, mint minden kistestű kutyafajta Hipoglikémiára hajlamos, főképp 6 hónapos kor alatt, illetve mikor testsúlya 1,5–2 kg között van. A japán csin jellegzetes lapos, turcsi pofájának felépítése miatt nagyobb eséllyel alakulnak ki légzési és szemproblémák. Javallott a szélsőséges hőmérsékleti változásoktól kímélni (főleg a melegtől). A fejéhez képest nagy szemeit könnyen sérülés érheti, megkarmolhatja, így könnyen kialakulhatnak szemfertőzések, súlyos esetekben szaruhártyafekély vagy szivárványhártya gyulladás is. A kisebb karcolásokat helyi antibakteriális kenőccsel lehet kezelni, súlyosabb esetekben sürgősen állatorvoshoz kell fordulni. Az Amerikai Japán Csin Klub (The Japanese Chin Club of America) szerint a csinek várható élettartama 10-12 év, néhány esetben 15 év vagy afölött is alakulhat. Az Angliai Kennel Klub (UK Kennel Club) kutatása szerint az átlagéletkor ennél a fajtánál 9,25 év.

## Gondozás
A japán csin bundája rendszeres ápolást igényel, hetente kefélni kell, különös gondot fordítva az alhasi szőrzetre „szoknya” részre, szem alatti területekre és a végtagokra. Nem igényelnek rendszeres fürdetést. A csinek szálanként hullatják a szőrüket, bundájuk egyrétegű, néhány csinnél előfordul az alsó szőrzet, bár ez nagyon ritka. Rostoktól mentes táplálkozás esetén gyakori a bűzmirigyek gyulladása, mely kezelést igényel. A japán csin nagy szemeiből származó nedvesség könnyen megtelepedhet a kutya orra körüli bőrredőkben és a laposabb területeken is, ezzel gombás fertőzést okozva. A csin pofáját időnként ajánlott nedves anyaggal áttörölni, és a redőket fültiszító pálcikával tisztítani. A diéta fontos tényező a kutya egészségének megőrzése érdekében. Nagyon gyakori, hogy allergiásak a kukoricára, ezért oda kell figyelni, nehogy eledelük kukorica származékokat tartalmazzon.

## Galéria

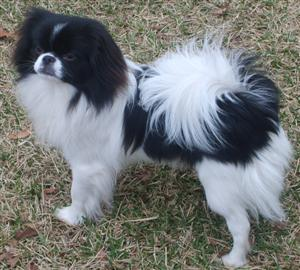
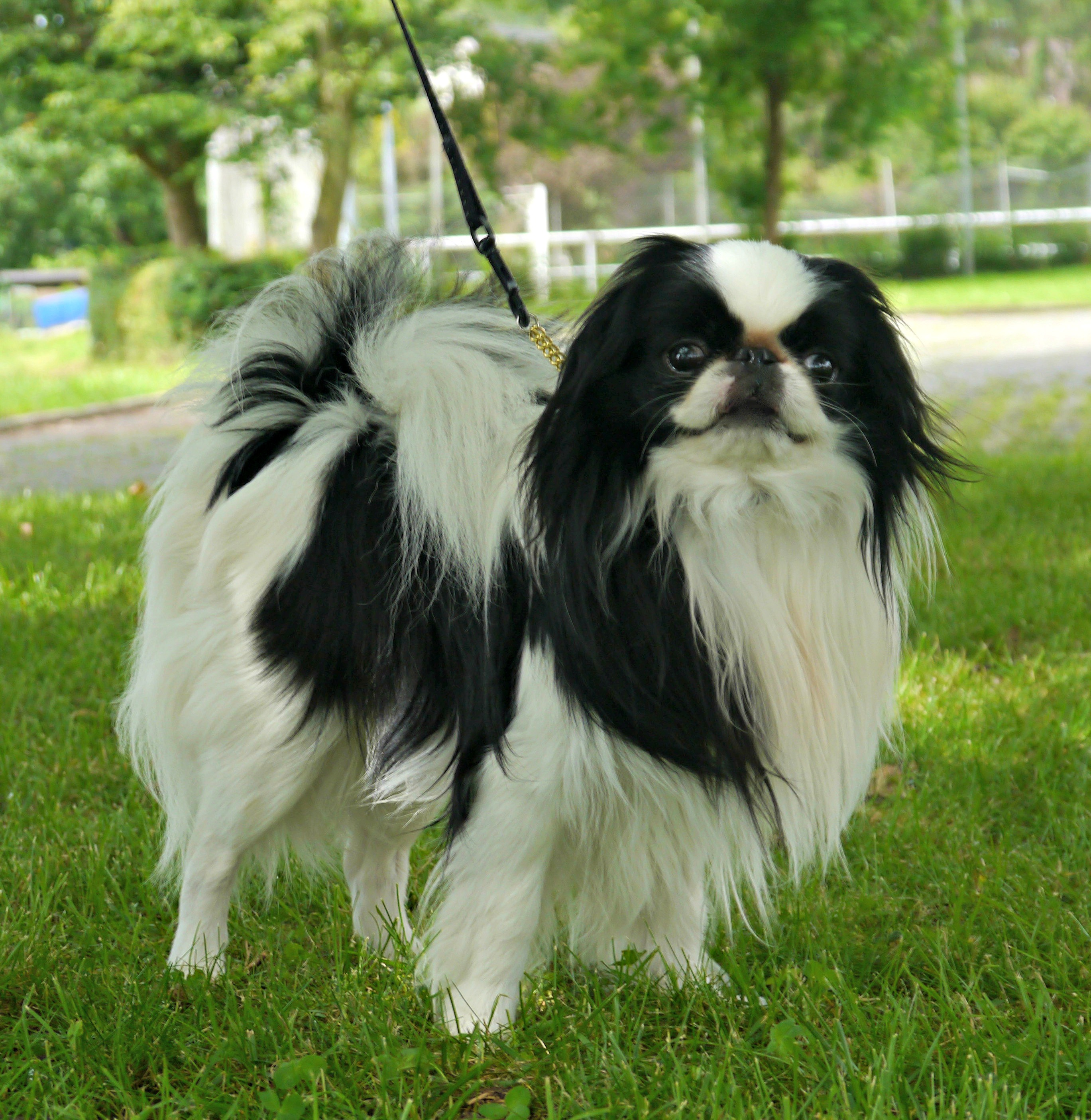
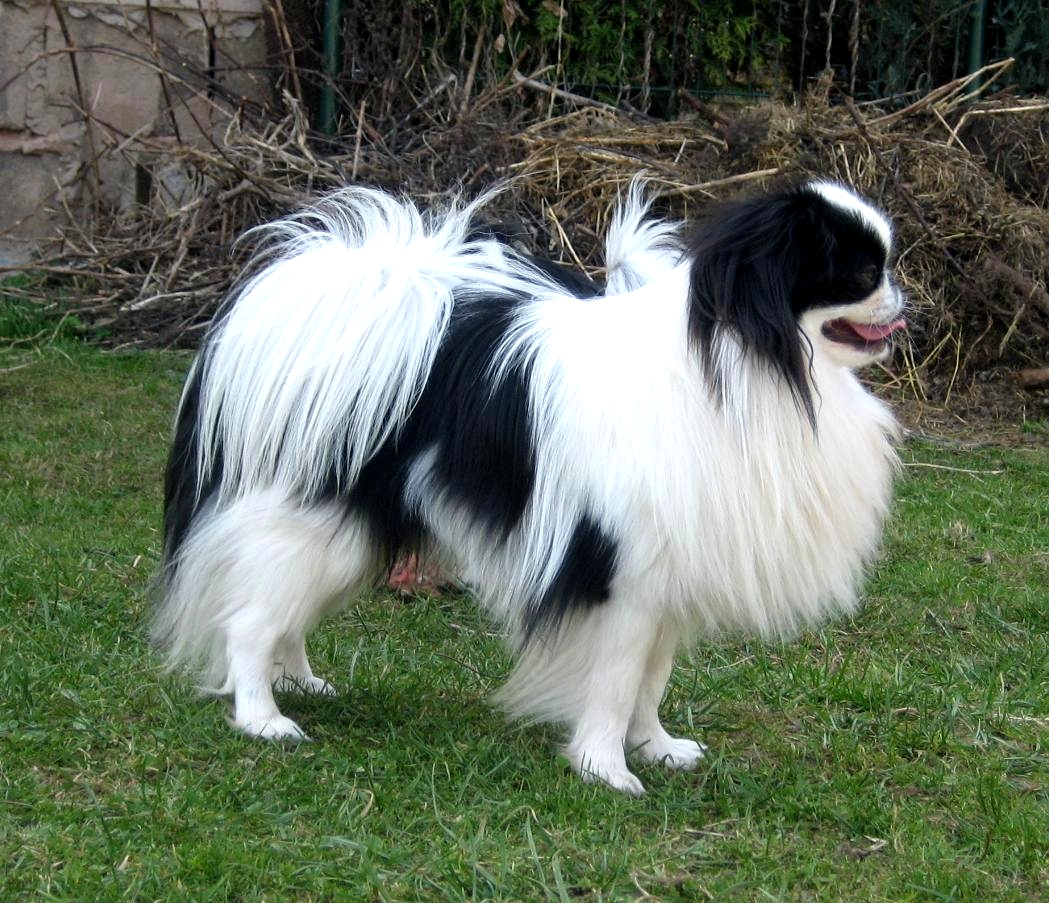
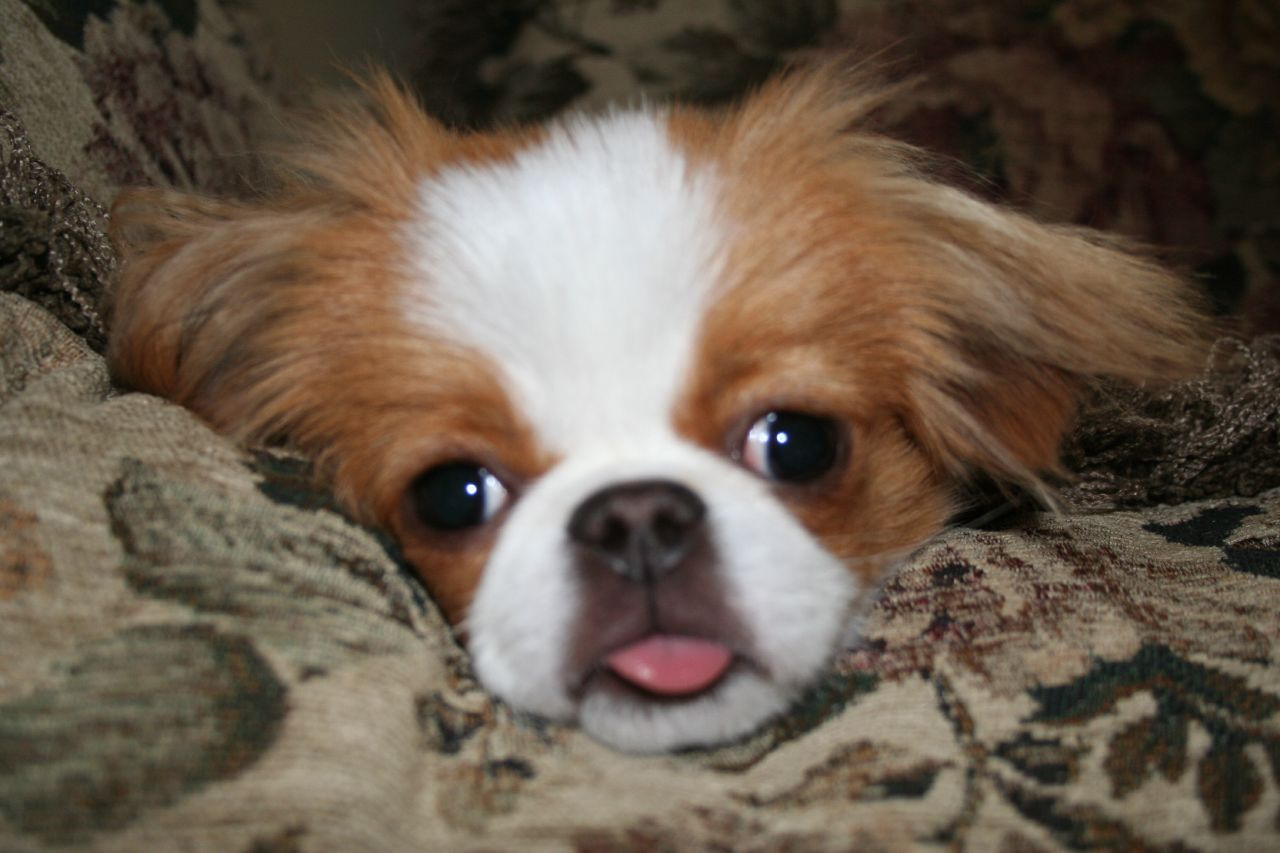